# Église Sainte-Marie-des-Blachernes

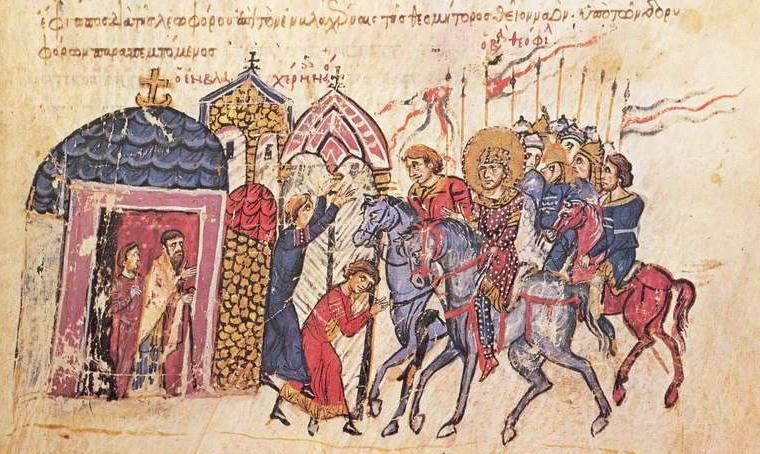
L’empereur Théophile (r. 829-842) visite l’église Sainte-Marie dans le faubourg des Blachernes à Constantinople.

L’église Sainte-Marie-des-Blachernes, appelée aussi Sainte-Marie-Mère-de-Dieu (en grec Θεοτόκος των Βλαχερνών [Theotókos ton Blachernón] ; en turc : Meryem Ana Kilisesi) était le sanctuaire le plus sacré de Constantinople. Elle faisait partie du quartier des Blachernes, situé au nord de Constantinople entre le monastère de Chora, la porte d’Andrinople et la Corne d'Or. On y trouvait également les palais d’Alexis Comnène, d’Anastase et du Porphyrogénète, la tour d’Isaac Ange et l'une des 24 portes de la muraille de Théodose II, laquelle fut modifiée sous le règne d’Héraclius pour englober l’église,. Détruite ou détériorée à plusieurs reprises au cours des siècles, par divers incendies, séismes et le plus récemment lors du pogrom d'Istanbul de 1955, elle fut restaurée à nombre d’occasions, la plus récente étant en 1960. Sa fontaine est un lieu de pèlerinage pour les chrétiens orthodoxes et pour les musulmans.

## Histoire

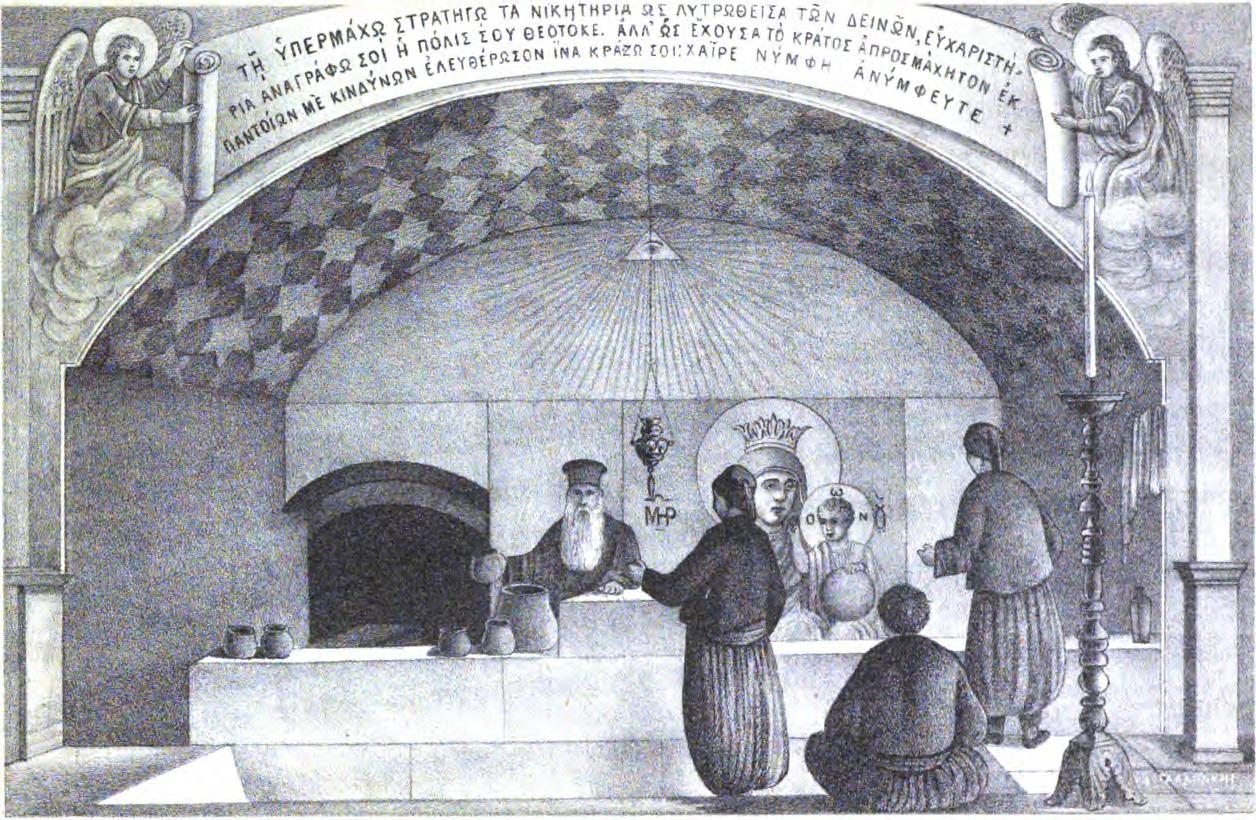
La fontaine des Blachernes d’après un dessin de 1877 tiré de A.G. Paspates, « Études topographiques byzantines ».

En 450, l’impératrice Aelia Pulcheria commença la construction d’une église sur les lieux d’une fontaine aux eaux réputées curatives, déjà sacrée dans l’Antiquité (en grec : Ayίasma) et située hors du mur de Théodose II, au pied de la sixième colline de Constantinople. Après sa mort en 453, le sanctuaire fut complété par son mari, l’empereur Marcien (r. 450-457) , et consacré à la Blachernitissa, la Vierge des Blachernes.
L’empereur Léon Ier (r. 457-474) fit construire deux autres édifices : un parecclesion* appelé le Saint Reliquaire (Ayίa Sorόs)  pour abriter le manteau (maphorion*) et la tunique de la Vierge rapportés de Palestine en 473, ainsi que le « bain sacré » (Ayίon Loύsma) autour de la fontaine.
L’empereur Anastase (r. 491-518) commença la construction du Palais des Blachernes surplombant l’église, peut-être comme pied-à-terre lors de ses visites au sanctuaire de la Vierge, . Au début du VIe siècle, les empereurs Justin Ier (r. 518-527) et Justinien Ier (r. 527-565) restaurèrent l’église et l’agrandirent. 
L’église abritait la Blachernitissa (ou Vlachernitissa, les lettres « V » et « B » se prononçant presque identiquement), icône de la Vierge à l'enfant peinte sur bois, en relief, protégée par une couverture repoussée d’or et d’argent. L’icône et les reliques de la Vierge étaient conservées dans le parecclesion* (voir image plus haut). On leur adressait des prières lors de guerres ou de catastrophes naturelles. En 626, Constantinople étant assiégée par les Avars, les Slaves et les Perses alors que l’empereur Héraclius (r. 610-641) était parti combattre ces derniers en Mésopotamie, Constantin, le fils de l’empereur, ainsi que le patriarche Sergios et le patrice Bonos portèrent l’icône de la Blachernitissa en procession autour des remparts tout en chantant un hymne composée par le patriarche, l’ «Akathistos», encore chanté de nos jours (voir plus bas). Peu de temps après, la flotte des Avars était détruite. Le khan des Avars déclara par la suite qu’il avait renoncé au siège après la vision d’une jeune femme ornée de bijoux parcourant la muraille,.

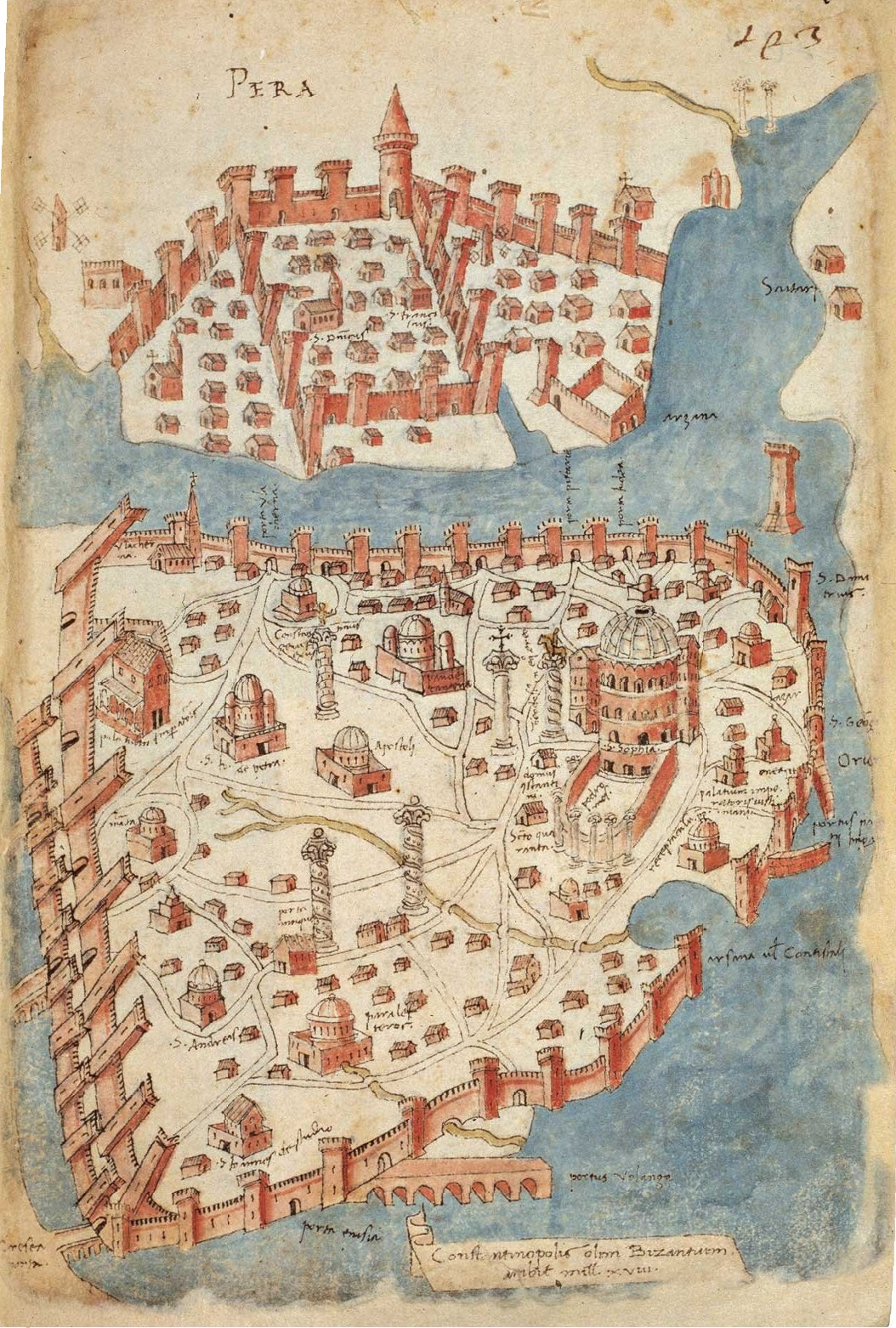
Plan de Constantinople vers 1420 d’après Cristoforo Buondelmonti. Le quartier des Blachernes se trouve à gauche du centre-ville, entouré par les murailles de la ville au sud de la Corne d’Or.

Après la levée du siège, les Constantinopolitains constatèrent à leur grande surprise que l’église, située hors des murs de la ville, avait « miraculeusement » échappé au pillage. Lorsqu’ Héraclius, après avoir vaincu les Perses à Jérusalem, revint à Constantinople, c’est à Sainte-Marie-des-Blachernes que le patriarche le reçut, et l’icône acquit une réputation miraculeuse. Quelque temps après, l’empereur faisait construire un mur spécial, prolongeant le mur de Théodose de façon que le quartier des Blachernes soit inclus dans la ville (Voir image ci-contre).
On attribua également à la protection de la Vierge des Blachernes les victoires byzantines lors des sièges arabes (717-718) et russe (860). Lors de ce dernier le voile ou manteau recouvrant la tête de la Vierge (maphorion*) fut trempé dans la mer pour invoquer la protection de Dieu contre la flotte russe. Quelques jours plus tard, la flotte russe était annihilée. En 926, lorsque la ville fut assiégée par Syméon de Bulgarie on attribua aux saintes reliques le fait que le tsar se crut contraint de négocier et d’abandonner le siège. 

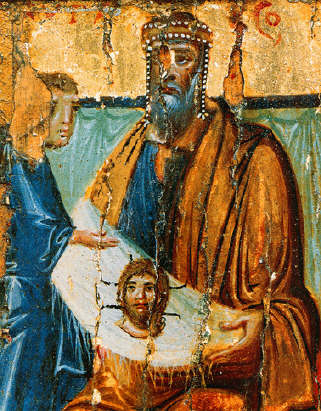
Le roi Abgar V recevant le Mandylion, censé être le visage de Jésus imprimé miraculeusement sur un suaire (icône du Xe siècle).

Le 15 aout 944, l’église reçut deux nouvelles reliques : la lettre écrite par Jésus au roi Abgar V d’Édesse et le Mandylion*. Ces deux reliques furent par la suite transférées à l’église Notre-Dame du Phare dans le Grand Palais,.
Sainte-Marie-des-Blachernes étant un centre de vénération des images, elle joua un rôle important lors des querelles religieuses de 726 à 843. Au cours de la période iconoclaste de l’Empire byzantin, la session finale du Concile de Hiéreia (754) condamna le culte des images. En conséquence, l’empereur Constantin V (r. 741-775) ordonna la destruction des mosaïques qui ornaient l’église et leur remplacement par d’autres mosaïques représentant uniquement des scènes de la nature, comme des arbres, des oiseaux et autres animaux. L’icône de la Blachernitissa fut également recouverte d’un enduit de mortier. Avec la fin de l’iconoclasme en 843, la Fête de l’Orthodoxie y fut célébrée pour la première fois avec une vigile (Agrypnίa) célébrée le premier dimanche du carême.
La célèbre icône fut retrouvée durant les travaux de restauration exécutés sous le règne de Romain III (r. 1028-1034) et redevint l’une des icônes les plus vénérées de Constantinople. 
L’église Sainte-Marie-des-Blachernes fut complètement détruite par un incendie en 1070 et reconstruite par Romain IV Diogène (r. 1068-1071) et/ou Michel VII Doukas (r. 1071-1078) sur les plans originaux.

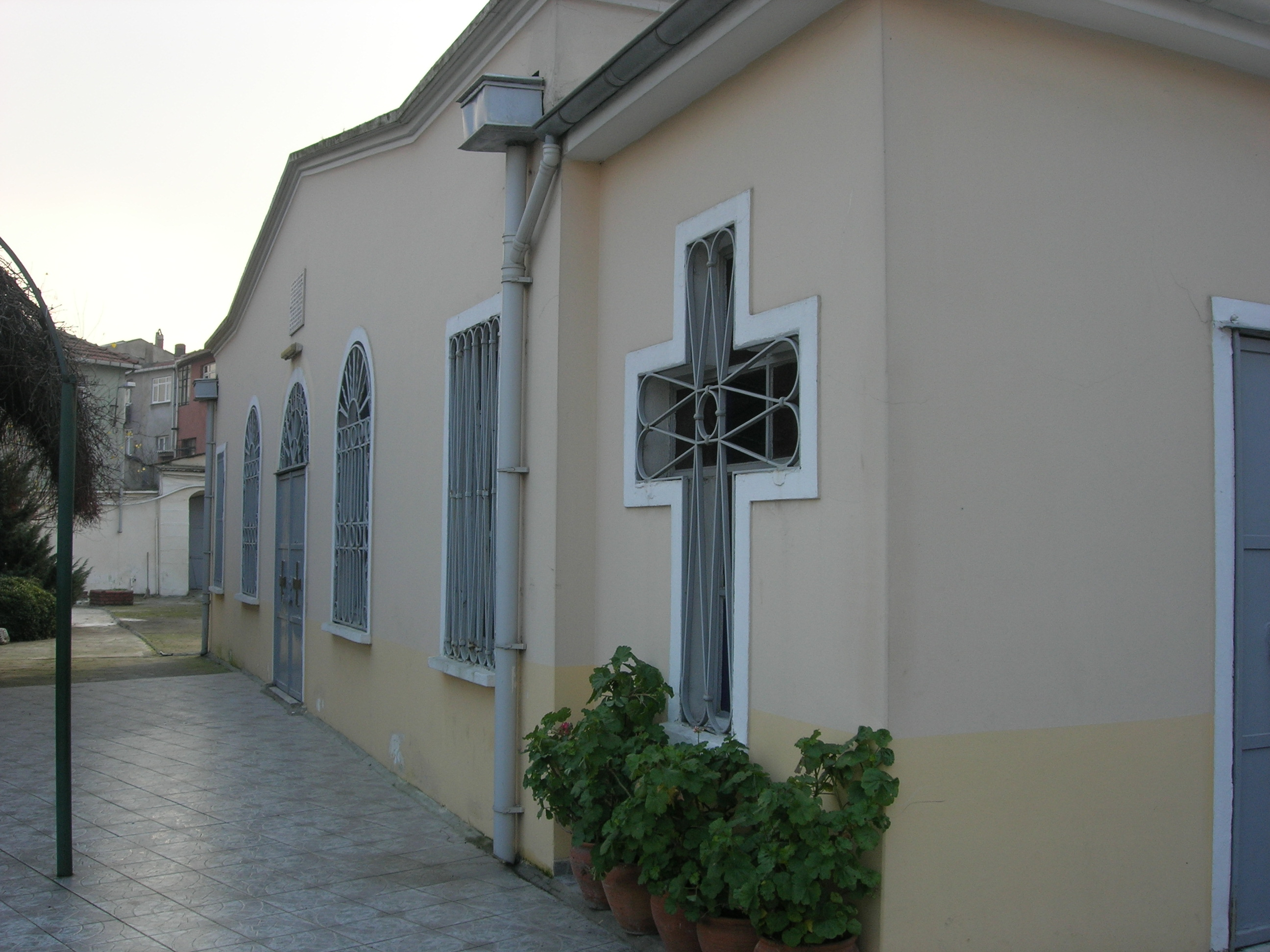
L’église moderne vue du côté nord-ouest.

Selon Anne Comnène, un miracle appelé « miracle habituel » (to synetis thavma) avait lieu tous les vendredis alors qu’après le coucher du soleil, l’église étant alors déserte, le voile qui couvrait l’icône se relevait doucement pour montrer le visage de la Vierge avant de se rabaisser vingt-quatre heures plus tard. Mais ce miracle cessa de se produire avec régularité pour disparaitre complètement après la conquête de Constantinople par les Latins. 
Après l’invasion de 1204, l’église fut occupée par le clergé latin et mise directement sous l’autorité de Rome. Toutefois, avant même la reconquête de 1261, Jean III Doukas Vatatzès (r. à Nicée 1222-1254) parvint moyennant finances à racheter l’église pour la rendre au Patriarcat œcuménique de Constantinople.
En 1347, le 13 mai, on y célébra le mariage d’Hélène, fille de Jean VI Cantacuzène (r. 1347-1354) avec Jean V Paléologue (r. 1341-1391) alors à peine âgé de quinze ans. Le mariage aurait normalement dû avoir lieu à la cathédrale de Sainte-Sophie, mais celle-ci était pratiquement en ruine, une partie de son dôme s’étant écroulée l’année précédente. Le mariage manqua de lustre, le trésor public étant vide en raison de la guerre civile et les bijoux de la couronne mis en gage par l’impératrice Anne.
Le 29 juin 1434, des enfants de l’aristocratie qui chassaient des pigeons sur le toit de l’église mirent le feu accidentellement à celle-ci qui fut complètement détruite ainsi qu’une partie des immeubles avoisinants. 
Enfin, en 1453, avant l’assaut final des Turcs sur Constantinople, l’empereur Constantin XI (r. 1448-1453) fit amener toutes les saintes reliques de la ville y compris la Vierge Hodegetria* et la Vierge Blachernitissa pour les faire porter en procession sur les murailles de la ville, espérant que celles-ci protégeraient Constantinople comme elles l’avaient fait dans le passé : en vain.
Le quartier fut à peu près abandonné pendant la période ottomane. Toutefois, en 1867, la Guilde des fourriers orthodoxes acheta une parcelle de terrain autour de la fontaine pour y bâtir une petite église à laquelle diverses additions furent faites depuis ; en 1955, le site subit des déprédations au cours du pogrom d'Istanbul,, puis fut restauré en 1960 : une petite église fut construite pour abriter les vestiges retrouvés ainsi que la fontaine sacrée.

## Architecture

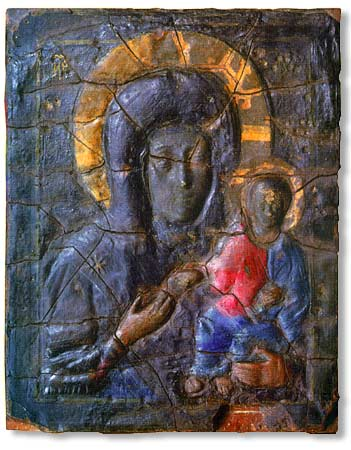
L’icône de la Vierge « Blachernitissa » donnée par Léon Ier, qui aurait miraculeusement survécu aux incendies pour être transférée au mont Athos puis à la cathédrale de la Dormition de Moscou.

Le complexe religieux des Blachernes comprenait trois composantes : l’église Sainte-Marie, la chapelle du reliquaire (Ayίa Sorόs) et le bain sacré (Ayion Loύsma).
L’église elle-même, qualifiée de vaste (mégas naόs), adoptait le plan basilical* avec un espace central divisé en trois parties par deux colonnades. Ce plan était similaire à ceux des autres églises de l’époque à Constantinople comme celle du Monastère du Stoudion. Elle est érigée sur un rectangle de 96 mètres sur 36 mètres. Justinien aurait fait édifier un dôme sur l’église si l’on en croit Procope qui, dans son livre De Edificiis, mentionne que « les deux colonnades s’incurvaient au milieu de la nef pour former un demi-cercle". L’empereur Justin II y ajouta les deux bras transversaux donnant ainsi au plan l’apparence d’une croix. La reconstruction de 1070 se fit semble-t-il selon ce plan. L’ambassadeur espagnol Ruy Gonzáles de Clavijo qui visita Constantinople en 1402 décrivit un édifice à trois nefs, celle du centre étant plus haute que les deux autres. Les colonnes étaient faites de jaspe vert alors que les chapiteaux et la base des colonnes étaient dorés et sculptés dans du marbre blanc.
L’église à l’époque avait perdu son dôme et un plafond divisé en segments multicolores était décoré de guirlandes dorées. À l’époque, les murs étaient recouverts de marbre de couleur assemblés avec un mortier argenté. Vers le milieu de la nef se trouvait un ambon recouvert d’argent; la nef elle-même était fermée par une riche iconostase entourée de sculptures. Sur la partie supérieure des murs se trouvaient des mosaïques représentant les miracles du Christ et plusieurs épisodes de sa vie jusqu’à l’Ascension. L’église possédait aussi des jubés et un oratoire. Par un portique et un escalier on pouvait se rendre directement au Palais des Blachernes situé juste au-dessus. À droite de l’église se trouvait le parecclesion* dit Ayίa Sorόs qui contenait la robe de la Vierge à laquelle s’ajouta par la suite une partie de sa ceinture et de son maphόrion* (maintenant conservés au monastère Vatopedi du mont Athos). L’édifice était de forme ronde et possédait un narthex* et des jubés. Une icône de la Vierge donnée par l’empereur Léon Ier (r. 454-474) et son épouse Verina, la Bachernitissa y étaient vénérées. Sur la droite de cette icône se trouvait un reliquaire recouvert d’or et d’argent qui contenait les précieuses reliques. Elles furent recouvrées après l’occupation latine et conservées dans l’église jusqu’à la destruction de celle-ci dans l’incendie de 1434,.
Le troisième édifice est le bain sacré comprenant trois parties : l’antichambre où l’empereur quittait ses vêtements, le kόlymbos ou bassin d’immersion et la salle de Saint-Photios. Celui-ci se trouvait sur la droite du parecclesion* auquel il communiquait par une porte. La piscine consistait en une vaste pièce surmontée d’un dôme ; au milieu se trouvait le bassin. Elle était ornée d’icônes et l’eau descendait des mains d’une statue de la Vierge vers le bassin. Une représentation de saint Photios ornait le centre du dôme. Chaque année, à l’occasion de la fête de la Dormition (15 aout), après être allé vénérer le maphόrion* de la Vierge, l’empereur se plongeait trois fois dans le bain sacré.

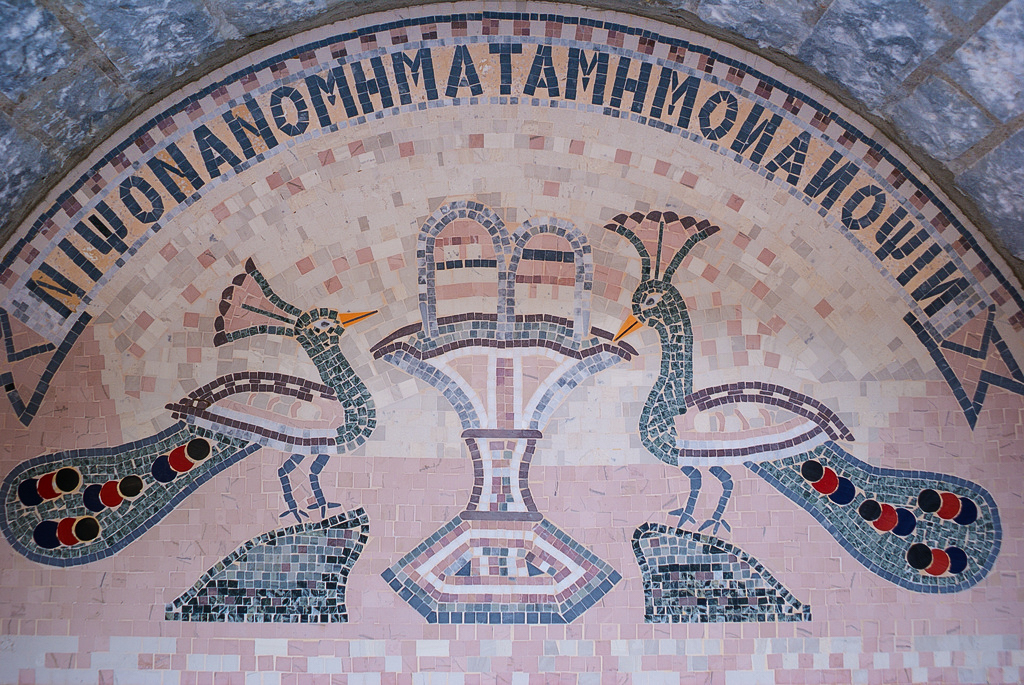
Le palindrome “ΝΙΨΟΝ ΑΝΟΜΗΜΑΤΑ, ΜΗ ΜΟΝΑΝ ΟΨΙΝ” soit « lave tes péchés, pas seulement ton visage », inscrit sur une mosaïque au monastère de Panayia Malevi.

La petite église où se trouve de nos jours la fontaine sacrée est construite sur un plan trapézoïdal et est décorée d’icônes et de fresques. La fontaine, censée avoir fonctions curatives, est une destination privilégiée des pèlerins tant chrétiens orthodoxes que musulmans, qui croient que la Vierge Blachernitissa intercédera pour eux et pour leurs proches comme elle a intercédé dans le passé en faveur de Constantinople,. Une rangée de robinets leur permet également de se laver les yeux.  Au-dessus de ces robinets, une inscription formant palindrome se lit : « lave tes péchés, pas seulement ton visage ». L’eau coule ensuite dans une conduite souterraine qui, suivant la tradition, relierait la fontaine sacrée à celle de l’Église Sainte-Marie-de-la-Source de Sélymbrie. Chaque vendredi, débutant avec la Fête de l’Annonciation et durant tout le carême, l’hymne Acathiste, composé par le patriarche Sergios au cours du siège de 626, y est chanté,.

## Glossaire
- Maphόrion (en grec : μαφόριον) : Ample manteau de dessus portée par les femmes, dont la partie supérieure couvrait la tête, le cou et à tout le moins le haut du corps.

- Mandylion ou Image d’Édesse : Selon une tradition chrétienne, une relique consistant en une pièce de tissu rectangulaire sur laquelle l’image du visage du Christ (ou Sainte Face) a été miraculeusement imprimée de son vivant. Certains pensent qu'il pourrait s'agir du suaire de Turin plié en 8.

- Narthex : Portique interne ménagé à l'entrée de certaines églises paléochrétiennes ou médiévales  qui fait transition entre l'extérieur et l'intérieur.

- Parecclesion  (en grec : παρεκκλήσιον/chapelle) : type de chapelle latérale, servant souvent à des fins funéraires,  que l’on trouve dans l’architecture des églises byzantines.

- Plan basilical : Plan d'église qui se développe en longueur par opposition au « plan centré ».

- Vierge Hodegetria : Autre icône célèbre vénérée à Constantinople, elle aurait été peinte, par l'évangéliste Saint Luc. La Vierge est représentée debout tenant l'enfant Jésus sur la bras gauche. C'est la Vierge qui conduit, qui montre le chemin, selon l'étymologie du mot.

## Source
- (en) Cet article est partiellement ou en totalité issu de l’article de Wikipédia en anglais intitulé « Church of St. Mary of Blachernae (Istanbul) » (voir la liste des auteurs).